# Garyops centralis
Espèce
Garyops centralis est une espèce de pseudoscorpions de la famille des Sternophoridae.

## Distribution
Cette espèce est endémique du Salvador. Elle se rencontre vers Cutuco.

## Description
La femelle décrite par Harvey en 1985 mesure 3,6 mm.

## Publication originale
- Beier, 1953 : Pseudoscorpione aus El Salvador und Guatemala. Senckenbergiana biologica, vol. 34 , p. 15-28.